# Газопереробний комплекс Хассі-Месауд
Газопереробний комплекс Хассі-Месауд – складова облаштування найбільшого алжирського нафтового родовища.
Під час розробки Хассі-Месауд отримують великі обсяги супутнього газу. Задля підтримки пластового тиску його зазвичай закачують назад у пласт (на початковому етапі для цього навіть використовували газ, видобутий на сусідньому газовому родовищі Гассі-Туїл), проте доцільне попереднє вилучення гомологів метану з метою монетизації цього цінного ресурсу. Розробка Хассі-Месауд історично почалась двома різними компаніями, що призвело до виникнення двох центрів видобутку – CIS у південній та CINA у північній частині родовища, кожен з яких у підсумку отримав свою установку для переробки газу:
- у складі CIS в 1973 році ввели в дію установку GPL1, спроможну щодобово продукувати 1773 тонни зрідженого нафтового газу (ЗНГ, пропан-бутанова фракція), товарного бутану та товарного пропану при ступені вилучення бутану 90 %;
- у складі CINA в 1997 році ввели в дію установку GPL2, спроможну щодобово приймати 24 млн м3 газу та продукувати 1050 тон конденсату, 4490 тонн ЗНГ, 160 тон товарного бутану та 240 тон товарного пропану.
В 2013-му за п’ять кілометрів від CINA спорудили додаткову установку вилучення гомологів метану ZCINA, яка мала три виробничі лінії пропускною здатністю по 8 млн м3 на добу. Газ для підготовки надходить від CINA по перемичці діаметром 900 мм, тоді як метан-етанова фракція видається до CIS через лінію діаметром 1000 мм. Потужність ZCINA становила 300 тонн конденсату та 4600 тон ЗНГ на добу, а в 2023-му завершили будівництво четвертої виробничої лінії з такою саме продуктивністю по прийому 8 млн м3.
Видача ЗНГ відбувається по спеціалізованих трубопроводах Хассі-Месауд – Хассі-Р'Мель та Алрар – Хассі-Р'Мель. Конденсат з Хассі-Месауд спрямовується до нафтоконденсатопроводу Хауд-Ель-Хамра – Беджайя, а з кінця 2000-х також до конденсатопроводу Хауд-Ель-Хамра – Скікда.
Газ після вилучення гомологів метану може закачуватись назад у пласт. Також можливо відзначити, що в районі родовища працюють електростанції ТЕС Хассі-Месауд, ТЕС Хассі-Месауд-Захід, ТЕС Хассі-Месауд-Північ та проходить газопровідна система Алрар – Хассі-Р'мель.